# Sveti Nikola (otok kod Budve)
Sveti Nikola je nenaseljeni otočić u crnogorskom dijelu Jadranskog mora. Dug je oko 1,77 km a u najširem dijelu širok je 420 metara. Najviša točka na otoku je na nadmorskoj visini od 121 metar. Pješčana pličina Tunjaj) je samo pola metar ispod morske razine za vrijeme oseke. Pruža se između otoka i budvanske plaže.
Smješten je blizu Budve. Budvani ga nazivaju Školj. Otok je mjestom hodočašća za blagdan sv. Nikole, s time da se ne obilježava na nadnevak sv. Nikole, nego je proslava sv. Nikole na školju na blagdan prijenosa moćiju svetog Nikole iz Mire u Liciji (današnja Turska) u Bari u Italiji 1087. godine, 9. svibnja. Otok je pripadao budvanskoj vlasteli do 1610. godine. Od onda je vlasnost katoličke crkve svetog Ivana Krstitelja do 1802. godine. Te je godine prodan seljacima općine Paštrovske, najviše selu Bečićima. Na otoku je crkva sv. Nikole koja se nalazi na zaravni prema Budvi. Po predaji ju je pogidao francuski križar vojvoda Rajmund kad je vodio vojsku u prvom križarskom pohodu na Jeruzalem ( 1096./97.). Katoličkoj crkvi danas pripada onaj dio čestice koliko je ograđeno zidom. Tu je bilo groblje za katolike Budve nakon 1820. godine. Do tad su katolički Budvani pokapali mrtve ispred samostanske crkve Santa Marija in Punta u Budvi, što je Austrija 1820. zabranila. Zalaganjem Aleksandra Medina i Fortunata Mikule crkva je bila obnovljena 1864. godine. Bila je velika cjelodnevna proslava kad je obnovljena crkva. Kanonik je bio don Nikola Derocco. Bijaše okićena zastavama, na tendu, zidovima i svečeva na zvoniku, dar Andrije Negrića. Zatim je bila raspjevana gozba na kojoj je bilo više od dvjesta osoba. Crkvena zvona su zvonila i pucalo se iz mužara. "Proslava da je u svu Dalmaciju ni moguće slične.", zapisao je kroničar. Car Franjo Josip dao je 200 fjorina za postavljenje kamenog križa kod grobišta 1888. godine. Na crkvu se hodočastilo do 1940., nakon čega nije bilo svečanosti na škoju punih 57 godina, sve do obnove crkve. 1949. godine zabilježen je vandalski izgred izletnika koji su provalili u crkvu i obeščastili ju. Nožem su rasporili sliku sv. Nikole. Kad su se vraćali, more je bilo mirno. Ali brod se prevrnuo i utopilo se 28 osoba. Zgrada crkve teško je stradala u potresu iz 1979. godine. Zalaganjem župnika don Nikole Majića i poduzetnika Nika Palunka, crkva je popravljena i svečano blagoslovljena 3. svibnja 1997. godine. Blagoslovio ju je biskup msgr. Ilija Janjić uz asistenciju don Nikole Majića župnika Sutomora, don Milidraga Janjića župnika Đurića i Kostanjice, don Ante Dragobratovića župnika Dobrote sveti Matej, don Davora Kovačevića župnika Sušanja i don Marka Vukovića župnika Prčanja i dakako mjesnoga župnika don Filipa Janjića. Time su nakon 57-godišnjeg prekida obnovljene svečanosti na otoku.